# Fredrik Alvarez

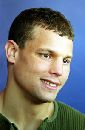

Fredrik Alvarez, född 18 april 1975 i Köping, är en svensk boxare.
Han blev italiensk mästare år 1993 i mellanviktsklassen 75 kg vid 18 års ålder.[källa behövs]
Alvarez debuterade som proffs vid 19 års ålder. 1997–98 höll han World Boxing Federation (WBF):s VM-titel i supermellanvikt. Han gick 45 matcher som proffs, med 40 segrar (26 på knockout) som resultat.
Alvarez var omskriven av media under sin sportkarriär och kallades "svenske Tyson".
Fredrik Alvarez boxade 105 amatörmatcher.[källa behövs]